# 九州自然歩道
九州自然歩道（きゅうしゅうしぜんほどう）は、日本で2番目に開通したナショナル・ロングトレイルである。福岡県、佐賀県、長崎県、熊本県、大分県、宮崎県、鹿児島県の九州7県にまたがり、1980年に全線開通した総延長約3,000kmの長距離自然歩道である。愛称、やまびこさん。

## 概要
環境庁（現環境省）が1969年に発表した長距離自然歩道構想に基づき整備が開始された東海自然歩道を、九州・山口経済連合会（現九州経済連合会）が、観光振興を目的に提唱し、九州知事会とともに計画案を策定。九州各県の知事名で環境庁へ要望書を提出した。東海自然歩道が開通した1975年、整備に着手。環境庁の支援を受けて各県が5年の整備期間を経て、1980年（昭和55年）に全線が開通した日本で2番目に整備された長距離自然歩道。
観光を目的とした自然歩道のため、山や海といった自然フィールドだけでなく、太宰府天満宮や長崎の平和公園といった歴史的名所も巡りながら、九州をぐるりと周回する設定がされている。ルートを決める際に留意された点として、自然歩道にふさわしい既存道路がある場合は、なるべく利用したことが挙げられている。そのため、九州自然歩道は地元住民が利用する峠道や里道(りどう)、林道などを通っていることが多い。
起点は北九州国定公園の皿倉山にあり、九州を一周するコース設定がなされており、九州本土の最南端佐多岬を南の起点としている。
関係自然公園に4箇所の国立公園および4箇所の国定公園を経由しており、雲仙天草国立公園（長崎・熊本県）、阿蘇くじゅう国立公園（熊本・大分県）、霧島錦江湾国立公園（鹿児島・宮崎県）、北九州国定公園（福岡県北九州市）、耶馬日田英彦山国定公園（大分、福岡、熊本県）、祖母傾国定公園（大分・宮崎県）、九州中央山地国定公園（熊本・宮崎県）がある。
手軽なハイキングコースから本格的な山岳地帯があり、自由度を心地良く刺激する九州自然歩道では、歩くことでしか見られない素晴らしい景色やドラマに出会える。
世界に類を見ない活火山の霧島連山、日本最大級の照葉樹林が残る綾、迫力あるパノラマが楽しめる阿蘇、飯田高原に広がる銀色のススキ、紅葉と樹氷に彩られたくじゅう…。
さらには、砂丘の風紋が美しい吹上浜、穏やかな海岸線と多島海の天草、荒波に削られた坊津のリアス式海岸など、海にまつわる自然景観も見逃せない地域が多い。 また、畑や果樹園、田んぼが続くのどかな里山、潮風が気持ちいい漁村、異国情緒漂う小さな教会、歩くことでしかたどり着けない秘湯など、九州ならではのバラエティーに富んだ魅力も体感できる。
現在でも、歩道は各県が所管し維持管理を行っているものの、年数の経過に伴い、歩道上の道標や施設の老朽化、新規道路や自然災害によるルートの分断などが進むにつれて、歩道の利用が減るにつれ、認知度が低下していき、維持管理も困難を極めつつある。

## コース

### 福岡県
福岡県内のコースは総延長約261 km。起点がある北九州市の皿倉山山頂から南下し、福智山から石原町へ下山。カルスト台地の平尾台を経て、大阪山、赤村を通り抜けて、英彦山へたどり着く。英彦山からは、東西に分岐して、東ルートはツクシシャクナゲの群生地である犬ヶ岳、大平山を経て大分県へ。西ルートは東峰村の小石原から嘉穂アルプスと呼ばれる馬見山・江川岳・屏山・ツゲの原生林がある古処山を越えて、秋月に到着。大根地山を越えて、三郡山・宝満山を縦走し大宰府へ。二日市温泉や天拝山を経て、基山に上り、佐賀県に至る。

### 佐賀県
佐賀県のコースは総延長約125km。長崎県との境・栗の木峠から福岡県境の基山に至る。黒髪山地区（栗ノ木峠 - 国見山 - 黒髪山 - 黒岳 - 桃ノ川）、八幡岳地区（桃ノ川 - 眉山 - 八幡岳 - 女山 - 笹原峠）、天山地区（笹原峠 - 岸川 - 天山 - 古湯温泉）、脊振北山地区（北山国民休養地 - 金山 - 鬼ヶ鼻岩 - 脊振山）、九千部地区（蛤岳 - 九千部山 - 基山）の5つあるコースで県立自然公園を結ぶ。

### 長崎県
長崎県のコースは、総延長約562km。口之津港から雲仙、橘湾岸を経て旧長崎街道へ。長崎市内で、金比羅山・平和公園・岩屋山を経て、西彼杵半島を縦断。西海橋を渡り、針尾島から早岐に渡り、隠居岳を登り、栗ノ木峠から佐賀県へ至る。7つの自然公園を通る、山岳、渓流、海岸など自然の変化に富むコース（約212km）。また、世界文化遺産「長崎と天草地方の潜伏キリシタン関連遺産」への登録に伴い、五島列島から平戸島を経て北松浦半島に至る、島しょ景観やキリスト教関連遺産を含むコースが新設された。

### 熊本県
熊本県のコースは、総延長約563km。人吉市の久七峠から人吉盆地を抜け、五木村や五家荘、美里町、山都町の通潤橋等を経て、南阿蘇外輪山を超えて、阿蘇を通る。北外輪山の兜岩を越えて、菊地渓谷から菊地温泉や山鹿温泉が楽しめ、小岱山を超えると玉名温泉が待っている。田原坂や玉東町から金峰山を楽しみ、宇土半島から天草諸島の観海アルプスや海沿いの道を歩いて、天草市の鬼池港から長崎へと至る。

### 大分県
大分県のコースは、総延長約163km。犬ヶ岳山系の大平山から中津市の青の洞門へ下り、羅漢寺や耶馬溪を経て、玖珠町へと入る。二重メサで有名な伐株山・万年山を越えて、宝泉寺温泉・筋湯温泉を通り、くじゅう連山の登山口拠点の一つ、長者原に到着。雨ヶ池を越えて、坊ヶツルへ入る。さらに鉾立峠を越えて、佐渡窪を抜けると、久住高原へと出る。神角寺芹川県立自然公園を通り、長湯温泉から、竹田市街地を抜けて、神原へと進む。ここから祖母山へ登り、宮崎県へと至る。

### 宮崎県
宮崎県のコースは、総延長約370km。大分県境に接する高千穂町の国観峠から5市10町を経由して、鹿児島県境に接する高原町の高千穂峰に至る。祖母傾国定公園、祖母傾県立自然公園の山岳地帯を経由する「高千穂コース」、祖母傾国定公園の一角を経由する「丹助岳コース」、行縢（むかばき）山の日本の滝100選の行縢の滝を経由する「行縢山・速日の峰コース」、造次郎山から美郷町・西郷区の西郷ダムに至る「おせりの滝・珍神山（うずがみやま）コース」、尾鈴山瀑布群（都農町）から川南町を経由して、川原自然公園（木城町）までの「尾鈴コース」、杉安峡がある西都原杉安峡県立自然公園を通る「西都原（さいとばる）コース」、九州中央山地国定公園の「綾・国富コース」、霧島屋久国立公園の「霧島山麓コース」の8コースから成る。

### 鹿児島県
鹿児島県のコースは、総延長約560 km。宮崎県境と接する霧島市・高千穂峰から、鹿屋市、垂水市を経て、南端の南大隅町まで大隅半島を縦断するコースと、薩摩半島南端の指宿市から南九州市、枕崎市、南さつま市、日置市、いちき串木野市、薩摩川内市を経て半島を縦断し、さらに熊本県境と接する伊佐市に至る。

## 沿革
- 1969年（昭和44年） - 厚生省（現厚生労働省）が長距離自然歩道構想を提唱（のち、1971年に設置された環境庁に所管が変更）。

　　　　　　　　　　　　 九州における長距離自然歩道を九州経済連合会が提唱。
- 1970年（昭和45年） - 九州経済連合会及び九州知事会が計画案策定。各県が出した自然歩道案をまとめ、環境庁へ提出。

　　　　　　　　　　　　 最初の長距離自然歩道である東海自然歩道の整備開始。　　　　　　　　　　　　　　　　
- 1975年（昭和50年） - 2番目の長距離自然歩道である九州自然歩道の整備開始。
- 1980年（昭和55年） - 九州7県全長2,091kmの全線開通。
- 各県の延長事業により、全長は3,000kmへ。
- 2012年（平成24年） - 普及のため、有志により九州自然歩道フォーラムが設立。
- 2013年（平成25年） - フォーラムメンバーによる「あるこ！～九州自然歩道の旅～」が西日本新聞朝刊に連載開始。
- 2015年（平成27年） - 九州自然歩道フォーラムの公式HPが公開。
- 2021年（令和3年）　- 環境省九州地方環境事務所及び(一社)九州自然歩道フォーラム共催による「九州自然歩道40周年記念シンポジウム」を開催。

## かたつむりのマーク
このシンボルマークの「カタツムリ」は全国から応募された。多数の応募の中から、「小さいながらも自然の中に生きていて、静かに歩く」としてシンボルマークに選ばれたもの。全線開通当初、このカタツムリの銅版を道中の看板につけて、500 mの間隔に約5000本が建てられたが、盗難等が発生したため、現在は、木彫りやプリントで描かれている。